# Maurice Barrier
Maurice Barrier (* 8. Juni 1932 in Malicorne-sur-Sarthe; † 12. April 2020 in Montbard) war ein französischer Schauspieler.

## Leben
Maurice Barrier war der Sohn eines Tischlers und begann nach seiner Schulzeit in dessen Werkstatt zu arbeiten. Er lernte in Rennes einige Darsteller des Comédie de l’Ouest, dem heutigen Théâtre national de Bretagne, kennen und begann ab Ende der 1950er Jahre, regelmäßig Theater zu spielen. Dem Theater blieb er auch in den folgenden Jahrzehnten treu und trat unter anderem am Théâtre Hébertot oder dem Théâtre de Paris auf. Seine bedeutendste Auszeichnung erhielt er 1998, als er für seine Darstellung in dem Theaterstück Die 12 Geschworenen mit dem renommierten Theaterpreis Molière als Bester Nebendarsteller ausgezeichnet wurde.
Ab Mitte der 1960er Jahre war er vereinzelt in mehreren Filmen zu sehen. So spielte er unter anderen D’Artagnan in dem Fernsehfilm Die Machtergreifung Ludwigs XIV. Sein Leinwanddebüt gab er 1971 mit den beiden Filmen Raphael, der Wüstling und Musketier mit Hieb und Stich. In beiden spielte er kleinere Nebenrollen. Bis zu seinem Karriereende 2008 mit Marié(s) ou presque wirkte er in seiner über 50 Jahre andauernden Filmkarriere in mehr als 90 Film- und Fernsehprojekten mit. Häufig spielte er kleinere Nebenrollen oder Gastauftritte. Er wurde nie für einen bedeutenden Filmpreis nominiert.
Barrier war mit der Schauspielerin Hélène Manesse verheiratet. Dadurch war er der Schwager des Malers Claude Manesse und des Schauspielers Philippe Manesse. Er ist der Onkel des Schauspielers Jérémy Manesse und der Sängerin Sarah Manesse.
Am 12. April 2020 starb Barrier im Alter von 87 Jahren im Krankenhaus von Montbard während der COVID-19-Pandemie in Frankreich an den Folgen einer SARS-CoV-2-Infektion.

## Filmografie (Auswahl)
- 1966: Die Machtergreifung Ludwigs XIV. (La prise de pouvoir par Louis XIV)
- 1971: Musketier mit Hieb und Stich (Les mariés de l’an II)
- 1971: Raphael, der Wüstling (Raphaël ou le débauché)
- 1972: Der große Blonde mit dem schwarzen Schuh (Le grand blond avec une chaussure noire)
- 1973: Endstation Schafott (Deux hommes dans la ville)
- 1973: Flucht im Kreis (Le gang des otages)
- 1973: Mach’s gut, Nicolas (Salut l’artiste)
- 1975: Der Zigeuner (Le Gitan)
- 1975–1990: Die Fälle des Monsieur Cabrol (Les cinq dernières minutes, Fernsehserie, drei Folgen)
- 1975: Flic Story – Duell in sechs Runden (Flic Story)
- 1976: Sehnsucht nach Afrika (La Victoire en chantant)
- 1977: Die Gang (Le gang)
- 1979: Damit ist die Sache für mich erledigt (Coup de tête)
- 1982: Die Wiederkehr des Martin Guerre (Le Retour de Martin Guerre)
- 1983: Der Außenseiter (Le Marginal)
- 1983: Fellinis Schiff der Träume (E la nave va)
- 1983: Zwei irre Spaßvögel (Les compères)
- 1983: Mit Rose und Revolver (Les Brigades du Tigre, Fernsehserie, 1 Folge)
- 1985: Die Spezialisten (Les Spécialistes)
- 1985: Eine Frau zum Verlieben (Une femme ou deux)
- 1985: Mörderischer Engel (On ne meurt que deux fois)
- 1986: Die Flüchtigen (Les Fugitifs)
- 1987: Charlie Dingo – Der Gestrandete (Charlie Dingo)
- 1989: Das Leben und nichts anderes (La vie et rien d’autre)
- 1993: Die Kindheit des Sonnenkönigs (Louis, enfant roi)
- 1995: Eine gefährliche Frau (La femme dangereuse)
- 1996: Eine Kindheit auf dem Montmartre (Les allumettes suédoises)
- 1996: Tatort: Frankfurt–Miami
- 2003: La Crim’ (Fernsehserie, 1 Folge)
- 2004: Lehrer auf Abruf (L’instit, Fernsehserie, eine Folge)
- 2008: Marié(s) ou presque